# Do Polān
Do Polān (persiska: دُّپلَن, دُو پُلَن, دو پلان) är en ort i Iran.   Den ligger i provinsen Chahar Mahal och Bakhtiari, i den centrala delen av landet, 400 km söder om huvudstaden Teheran. Do Polān ligger 1 496 meter över havet och antalet invånare är 431.
Terrängen runt Do Polān är kuperad norrut, men söderut är den bergig. Do Polān ligger nere i en dal. Runt Do Polān är det ganska glesbefolkat, med 26 invånare per kvadratkilometer. Närmaste större samhälle är Ardal, 10,4 km nordost om Do Polān. Omgivningarna runt Do Polān är i huvudsak ett öppet busklandskap.